# Calonotos chryseis
Calonotos chryseis är en fjärilsart som beskrevs av Druce 1898. Calonotos chryseis ingår i släktet Calonotos och familjen björnspinnare. Inga underarter finns listade i Catalogue of Life.